# J. Mark G. Williams
Mark Williams (J. Mark G. Williams, 1952) is emeritus hoogleraar klinische psychologie en honorair senior research fellow aan de afdeling psychiatrie van de Universiteit van Oxford.
Hij bekleedde eerdere functies aan de Universiteit van Newcastle upon Tyne, de Medical Research Council Applied Psychology Unit (nu Cognition and Brain Sciences Unit) in Cambridge en de Universiteit van Wales Bangor, waar hij het Institute for Medical and Social Care Research en het Centre for Mindfulness Research and Practice oprichtte. Hij is Fellow van de British Psychological Society, de Academy of Medical Sciences en de British Academy. Hij volgde zijn opleiding aan de Stockton Grammar School, Stockton-on-Tees en aan St Peter's College, Oxford. Hij ontving op 8 mei 2023 een eredoctoraat van de Katholieke Universiteit Leuven (Faculteit Psychologie en Pedagogische Wetenschappen) in België.
Zijn onderzoek richt zich op psychologische modellen en behandeling van depressie en suïcidaal gedrag. Hij gebruikt experimentele cognitieve psychologie – met name onderzoek naar de specificiteit van autobiografisch geheugen om de processen te begrijpen die het risico op suïcidaal gedrag bij depressie vergroten. Samen met collega's John D. Teasdale (Cambridge) en Zindel Segal (Toronto) ontwikkelde hij Mindfulness-based Cognitive Therapy voor het voorkomen van terugval bij depressie.
Williams is tot priester gewijd bij de Church of England (Anglikaanse Kerk).

## Publicatie
- Mindfulness en bevrijding van depressie voorbij chronische ongelukkigheid, Mark Williams, John Teasdale, Zindel Segal, Jon Kabat-Zinn, uitgeverij Nieuwezijds